# Каллада
Каллада — река в штате Керала, одна из двух главных рек округа Коллам.
Длина — 121 км. Истоки реки находятся в холмистой местности близ Понмуди. Впадает река в озеро Аштамуди, в устье реки находится остров Манро. В верхнем течении Каллады расположен водопад Паларуви высотой 91 м.